# Messmann Stefan
 Messmann Stefan  (Nagybecskerek, 1942 –) jogászprofesszor, menedzser.

## Oktatás és szakma
Messmann 1970-ben fejezte be jogi tanulmányait Genfben, licence en droit titulussal, majd 1978-ban doktori fokozatot szerzett summa cum laude eredménnyel a Fribourgi Egyetemen (Svájc), Doctor iuris utriusque titulussal. 1970 és 1991 között a németországi Volkswagen AG jogtanácsosa volt Wolfsburgban külföldi befektetések és projektek terén, legutóbb mint főosztályvezető és prokurista, valamint több Volkswagen leányvállalat felügyelőbizottságainak titkára. 1991 és 1993 között a Shanghai Volkswagen közös német–kínai leányvállalat helyettes vezérigazgatója és kereskedelmi igazgatója volt, majd az Umformtechnik Erfurt GmbH Sanghajban székelő, a vállalat ázsiai és a volt Szovjetunió országai ügyvezető igazgatója. 1998-tól 2015-ig, nyugdíjazásáig a budapesti Közép-európai Egyetem (CEU) nemzetközi gazdasági jog professzora volt. Emellett 1999 és 2003 között a CEU akadémiai prorektora, 2004 és 1012 között pedig az egyetem jogi karának dékánja is volt.
Messmann 2008 és 1015 között vendégprofesszor volt Pekingben, 2012 és 2015 között pedig a Kína-Európa Jogtudományi Egyetem (China-Europe School of Law) vezetőségi bizottságának és az európai jogászok Kínában történő képzésének szervezéséért felelős tagja. Emellett vendégprofesszor volt Észak-Koreában, Szerbiában és az USA-ban.
Messmann állandó tagja volt a Belgrádi Kereskedelmi Kamara külkereskedelmi fórumának és a szarajevói Bosznia-Hercegovinai Kereskedelmi Kamara Kereskedelmi Bíróságának.
Emellett ideiglenesen a European Journal of Sinology társszerkesztője és tanácsadó testületének, valamint a China-EU Law Journal szerkesztőségének tagja volt. A német mellett Messmann több nyelven beszél, mégpedig folyékonyan franciául, angolul, magyarul és szerbül, és elsődleges orosz és kínai nyelvtudással is rendelkezik. Publikációi és előadásai a nemzetközi közös vállalkozásokkal és a közvetlen külföldi befektetésekkel, a kelet-európai és délkelet-ázsiai társasági és szerződésjoggal, Kína jogtörténetével, de olyan kulturális témákkal is foglalkoznak, mint a kínai nők megkötésének gyakorlata és a kínai zsidók története. Több mint húsz publikációja foglalkozik jogi témákkal, és több mint 200 cikket tett közzé a Családi Kör és a Szabad Magyar Szó független vajdasági lapokban. Tag olyan szervezetekben, mint például a Ost-Ausschuss – Osteuropaverein der Deutschen Wirtschaft (Német Üzleti Kelet-európai Szövetség Keleti Bizottsága) és a World Association for Chinese Studies (Kínai Tudományok Világszövetsége), ami Messmann nagy elkötelezettségét mutatja.

## Magánélete
Messmann bánáti sváb származású, német állampolgár és feleségével, Wang Aichival felváltva él Budapesten és Sanghajban.

## Politikai tevékenységek
Messmann társalapítója a szerbiai Sajtószabadság nevű alapítványnak, amely kiadja a Családi Kör magyar nyelvű hetilapot és a Szabad Magyar Szó című online magyar napilapot, valamint a Szabad Magyar Szó című magyar online rádiót. Ezek mind szerbiai magyar független médiumok.

## Kitüntetések
Messmannt 1992-ben a Kínai Labdarúgó-szövetség tiszteletbeli tanácsadójává nevezték ki. 2006-ban megkapta a zürichi Mittel-Europa Stiftung Dr. Hantos Elemér-díját az Investing in South Eastern Europe című könyvéért, és 2014-ben a Chan Wu Nemzetközi Szövetségi Díjával tüntették ki.

## Publikációk (válogatás)
- Protection of Property in China. Changes under the New Chinese Legislation. In: Zeitschrift für Chinesisches Recht. Band 15, Nr. 2008, 13 ff. old., zchinr.org.
- The Case Law of Central and Eastern Europe, Enforcement of Contracts. (Tajti Tiborral), 2 kötet. Bochumer Universitätsverlag, Bochum 2009, ISBN 978-3-89966-262-7
- Tipegő lábak, törékeny testek, Dom kiadó, Budapest, 2010
- Chinas Weg in der Gesetzgebung, in: Mitteilungen der Deutschen China-Gesellschaft, Bulletin of the German China Association. 2015, 49 ff. old.
- Management by Confucius, European University Press, Bochum 2018, ISBN 978-3-86515-074-5